# Aspideretes nigricans
Aspideretes nigricans је гмизавац из реда Testudines. 

## Угроженост
Ова врста је скоро изумрла, и нису познати слободни живи примерци.

## Распрострањење
Ареал врсте је ограничен на једну државу. 
Бангладеш је једино познато природно станиште врсте.

## Станиште
Станишта врсте су речни екосистеми и слатководна подручја. 
Врста је присутна у подручју реке Брамапутра на Индијском подконтиненту. 